# Барышников, Виталий Леонидович
Барышников Виталий Леонидович (род. 7 января 1957, Раменское) — советский и российский живописец и график, педагог,  профессор Московского архитектурного института (МАРХИ).
Работы находятся в музеях, а также в частных собраниях в России и за рубежом.

## Биография
Родился в 1957 году в г. Раменское Московской области.
Учился в школе №3 г. Жуковского.
Окончил Московский архитектурный институт  в 1980 году.
С 1982 года работает на кафедре «Живопись»  Московского архитектурного института.
Член Московского Союза Художников с 1995 г.
С 2008 года в должности заведующего кафедрой, профессор.
В 2014 году защитил диссертацию по теме: "Принципы формирования пластической культуры архитектора средствами живописи"
Участник многих выставок по линии Союза Художников  и Союза Архитекторов в России и за рубежом.
Работает в области живописи, станковой и печатной графики.
Работы В. Барышникова находятся в частных собраниях в России и за рубежом.

## Критика
Виталий Барышников сочетает преподавательскую работу с творческой деятельностью в области живописи, станковой и печатной графики, является организатором и участником многих выставок, его работы хранятся в частных собраниях в России, Германии, Италии, США и Великобритании.
Работает в области живописи и печатной графики: офорт, масло, акварель.
Один из основных мотивов живописи и графики Виталия Барышникова - образы Русской провинции. В течение многих лет он проводит выездные летние студенческие практики в малые города России. Выборг, Гороховец, Торжок, Кашин, Мышкин, Боровск, Солигалич, Романов-Борисоглебск, Юрьевец, Устюжна - далеко не полный список городов, которые представлены в работах художника не парадными видами, а тихими улицами и уютными двориками. Уважение к памятниками архитектуры дано через  очарование, которое они приобрели, сопротивляясь времени, а не только за их послужной список в исторических событиях.
Многие работы можно было бы объединить в серию под названием «исчезающая натура», но это не нарочитый выбор сюжетов, а поиск образов особой душевности провинциальной жизни, привлечение внимания к старине, которая нуждается в сохранении.

Одним из мотивов творчества являются пейзажи Италии:
У Барышникова –нежные акварели, лирически изображения культурных и природных красот Италии.
Специалист по истории ВХУТЕМАСа. Также выполнил реконструкцию экспозиции МЖК во ВХУТЕМАСе.

## Избранные выставки
1987 «18-я Московская молодежная выставка» Молодежная секция МОСХ, Москва, Центральный выставочный зал, Манеж
1988 «Архитектурный пейзаж», ЦДП ВООПИК, Москва,
1989 Персональная выставка «В. Барышников. Живопись» Москва, музей-усадьба Коломенское
1990
«Человек и город», Москва, ЦДП ВООПИК, Копенгаген, Дания INTRADE AS
«АРТ ЭКСПО 90», Хьюстон, США, центр искусств,
1991 «Русская панорама» групповая выставка, Токио, Япония, «HAPPY WORLD INC»
1992
«Арьергард», групповая выставка Москва, Крутицкий вал д. 3;
Выставка русских и французских художников-графиков Орлеан, Франция, галерея «Le Escolie»
1993
«Человек и город - 2» групповая выставка Москва, ЦДХ, Крымский вал д. 16;
«Учредительная выставка товарищества архитекторов – художников» Москва, ЦДА,
1994 «Scuola Russo» групповая выставка, Амальфи, Италия, выст. зал «Арсенал»
1995 Персональная выставка, Хельсинки, Финляндия, Российский центр науки и культуры»
1996
«Эзотерическое искусство», Москва, ЦДХ
«Blic contact» групповая выставка русских и немецких художников, Дюссельдорф, Германия Volkshochschule
1997
«Пробуждение сознания» (галерея «ЭЗО АРТ»), Москва, ЦДХ,
«Дубль -2» групповая выставка русских и немецких художников, Москва, Политехнический музей
1998 «Алхимия офорта» групповая выставка, Москва, Политехнический музей
2007
«35 лет выставочной деятельности МОСА»,Москва, ЦДХ
Юбилейная персональная выставка Москва, МАРХИ
2012 Персональная выставка, Москва, ЦДА
2013
Групповая выставка «ВХУТЕМАС»
«Отражения - 5» Групповая выставка.  Москва, ЦДХ,
2014
«Скользящий свет» Групповая Москва ЦДХ
«Акварель и не только педагогов архитектурного» Москва. Музей экслибриса
Выставка живописи и графики московских архитекторов, Москва, ЦДА
Выставка творческих работ преподавателей кафедры  «Живопись» МАРХИ, Москва, ЦДА
2015 «Отражения -6» Групповая выставка. Москва, ЦДХ
2016
«Арьергард. Через 30 лет» Групповая выставка, Москва. Культурный центр «Остафьево» 
Выставка акварелей и рисунков преподавателей МАРХИ. Москва. МГК им. П. И. Чайковского.
2017
«Бесплатный проезд» Юбилейная персональная выставка Москва, Выставочный зал МАРХИ
«Образы Италии» Совместно с  Зориным Л. Н. Москва. Музей экслибриса
2019 «Путешествие в провинцию». Групповая выставка, Москва, Музей-усадьба Коломенское
Шестая передвижная выставка ЖИВОПИСНАЯ РОССИЯ школа будущего, Ставрополь, Киров, Саратов, Москва, Ижевск 2021

## Публикации
Автор ряда программ и методических разработок в области живописи.
Учебники:
1.     Живопись [Текст] : теоретические основы. Методические указания к заданиям базового курса дисциплины "Живопись" : учебник для студентов вузов, обучающихся по направлению "Архитектура", подготовленного в рамках III Государственного стандарта / В. Л. Барышников. - Москва : Архитектура-С, 2010. - 117 с. : ил., цв. ил., портр. - (Специальность "Архитектура" / редкол.: Д. О. Швидковский (гл. ред.) [и др.]). - Слов. терминов: с. 116-117. - Библиогр.: с. 118 (34 назв.). - ISBN 978-5-9647-0194-1 : Б. ц.
2.      «Акварель в архитектурной графике»; Москва, «Архитектура – С», 2020.
Научные статьи:
1.Ф. Шехтель. Мастерство художника в профессии архитектора» Сборник материалов международной конференции «Федор Шехтель и эпоха модерна; Москва, Архитектура –С, 2009 г.
2.Стандарт и качество. Изобразительные дисциплины и предстоящие структурные изменения учебного плана.// Сборник материалов научно-практической конференции «Наука, образование и экспериментальное проектирование» Москва, «Архитектура –С»  2008
3. Профессор ВХУТЕМАСА Константин Истомин и его программа по дисциплине живопись// AMIT, №4 2012; № статьи 21/12 09
4. 70 лет «живописи» в МАРХИ//Наука образование и экспериментальное проектирование: Материалы международной научно-практической конференции 8-12 апреля 2013 г. Сборник статей. М.; МАРХИ, 2013. Стр. 39-43.
5. Плоскостно-цветовой концентр во ВХУТЕМАСЕ по материалам и публикациям  С. О. Хан-Магомедова. Материалы круглого стола памяти мастера. Москва, Макс-пресс, 2012; Стр. 25 – 27.
6. Из истории формирования дисциплины «Цвет» во ВХУТЕМАСЕ-ВХУТЕИНЕ в 1920-1929 г.г. Реабилитация жилого пространства горожанина//Материалы IX Международной научно-практической конференции им. В. Татлина. 19-20 февраля 2013 г. Пенза. Стр. 43-44.
7. Становление и развитие художественной подготовки в архитектурном вузе (к 70-летию кафедры живописи МАРХИ) //Архитектон. Известия вузов. № 42 июнь 2013
8. Принципы построения модели учебной дисциплины «Живопись» и ее роль в формировании пластической культуры архитектора»//AMIT №24/13-03
9. Петр Петрович Ревякин – основатель и многолетний руководитель кафедры «Живопись» МАРХИ//«Наука, образование и экспериментальное проектирование-2014»;
10.Музей Живописной Культуры в здании ВХУТЕМАСа на Рождественке 11. Реконструкция экспозиции». «НАУКА, ОБРАЗОВАНИЕ И ЭКСПЕРИМЕНТАЛЬНОЕ ПРОЕКТИРОВАНИЕ». 2020.  Мархи.
11. Диалектика развития пластических дисциплин во ВХУТЕМАСе – ВХУТЕИНе. Межу авангардом и традиционализмом. «НАУКА, ОБРАЗОВАНИЕ И ЭКСПЕРИМЕНТАЛЬНОЕ ПРОЕКТИРОВАНИЕ». 2020. Мархи.
12. «Группа Летатлин» //Материалы ХVI Международной научно-практической конференции им. В. Татлина. Пенза УДК 378.672 (100)(043.2) ББК 74.58     Р31

## Семья
Супруга — Татьяна.
Сын — Андрей.